# Seilbahn Grünten
Die Seilbahn Grünten ist eine dem 
Personenverkehr und der Materialversorgung dienende Luftseilbahn auf den Grünten im Allgäu.
Die vom Bayerischen Rundfunk zur Versorgung der auf dem Grünten befindlichen Sendeanlage betriebene Pendelbahn hat eine Länge von 2597 Metern und ging 1971 in Betrieb. Hierbei überwindet sie eine Höhe von 951 Metern.
Die beiden Tragseile haben einen Durchmesser von 28 mm, das Zugseil einen solchen von 16 mm. Die Fahrgeschwindigkeit der Seilbahn Grünten beträgt maximal 18 km/h. In den beiden Kabinen haben maximal 11 Personen Platz. Die Seilbahn Grünten verfügt über eine einzige 27 Meter hohe Stütze.

## Geschichte
Ab Juni 2007 wurden auch Passagiere befördert – jedoch nur von Juni bis Oktober an Donnerstagen. Da pro Betriebstag maximal 200 Besucher befördert wurden, war eine Reservierung über das Gästeamt Rettenberg nötig.
Seit Mai 2014 ist der öffentliche Fahrbetrieb auf den Grünten eingestellt. Der Bayerische Rundfunk wollte den Fahrtag für das Publikum komplett in die Verantwortung der Gemeinde Rettenberg übertragen, inklusive aller Rechte und Pflichten. Die Gemeinde hätte hierfür eigenes Personal einstellen müssen. Die Regierung von Oberbayern stellte fest, dass das so, wie vom Bayerischen Rundfunk gefordert, nicht möglich sei. Nachdem der BR den Kompromissvorschlag der Gemeinde abgelehnt hat, dient die Grüntenseilbahn seit Mai 2014 nur mehr der Materialversorgung und der Beförderung der BR-Techniker auf den Grünten.

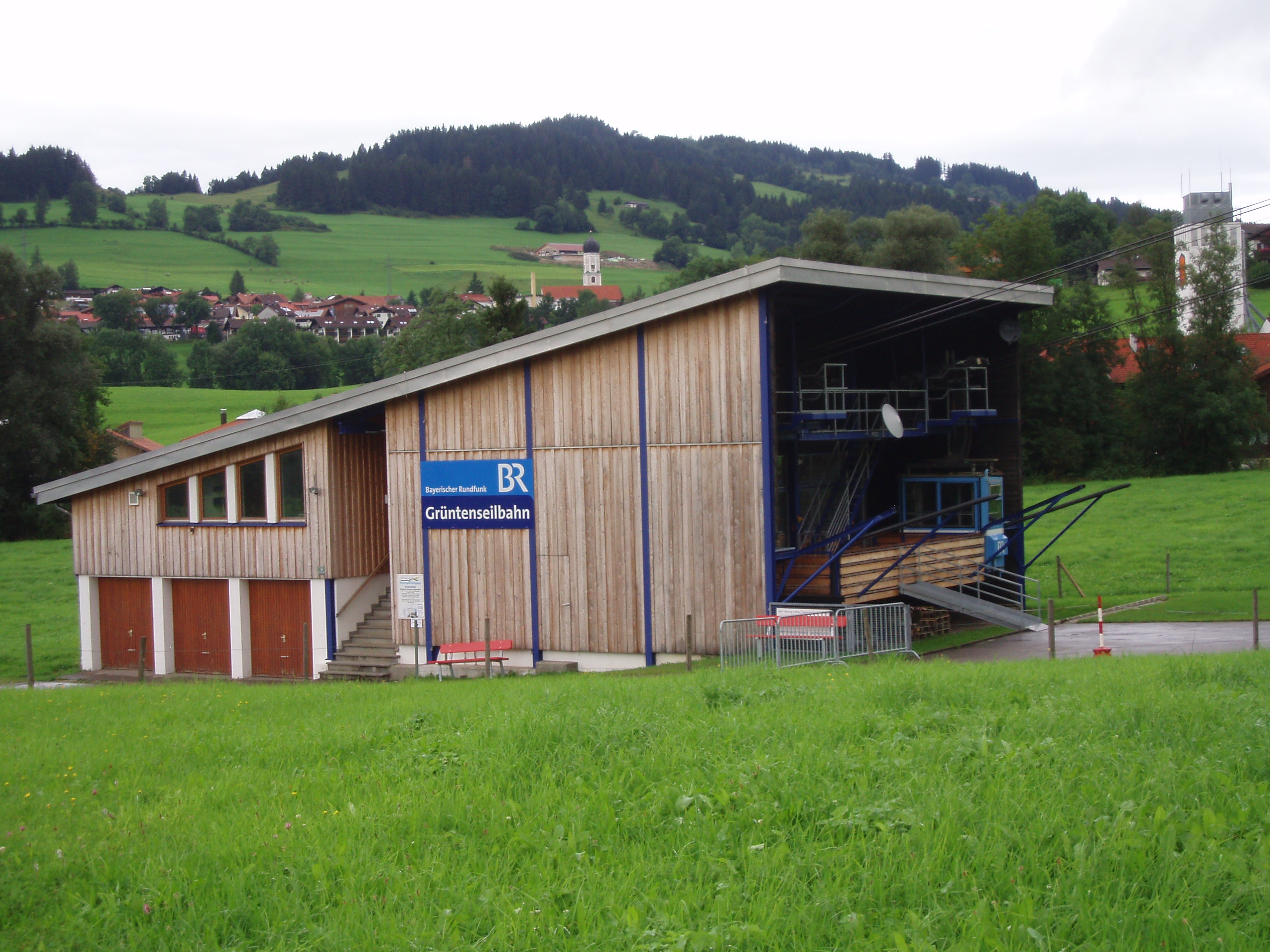
Talstation
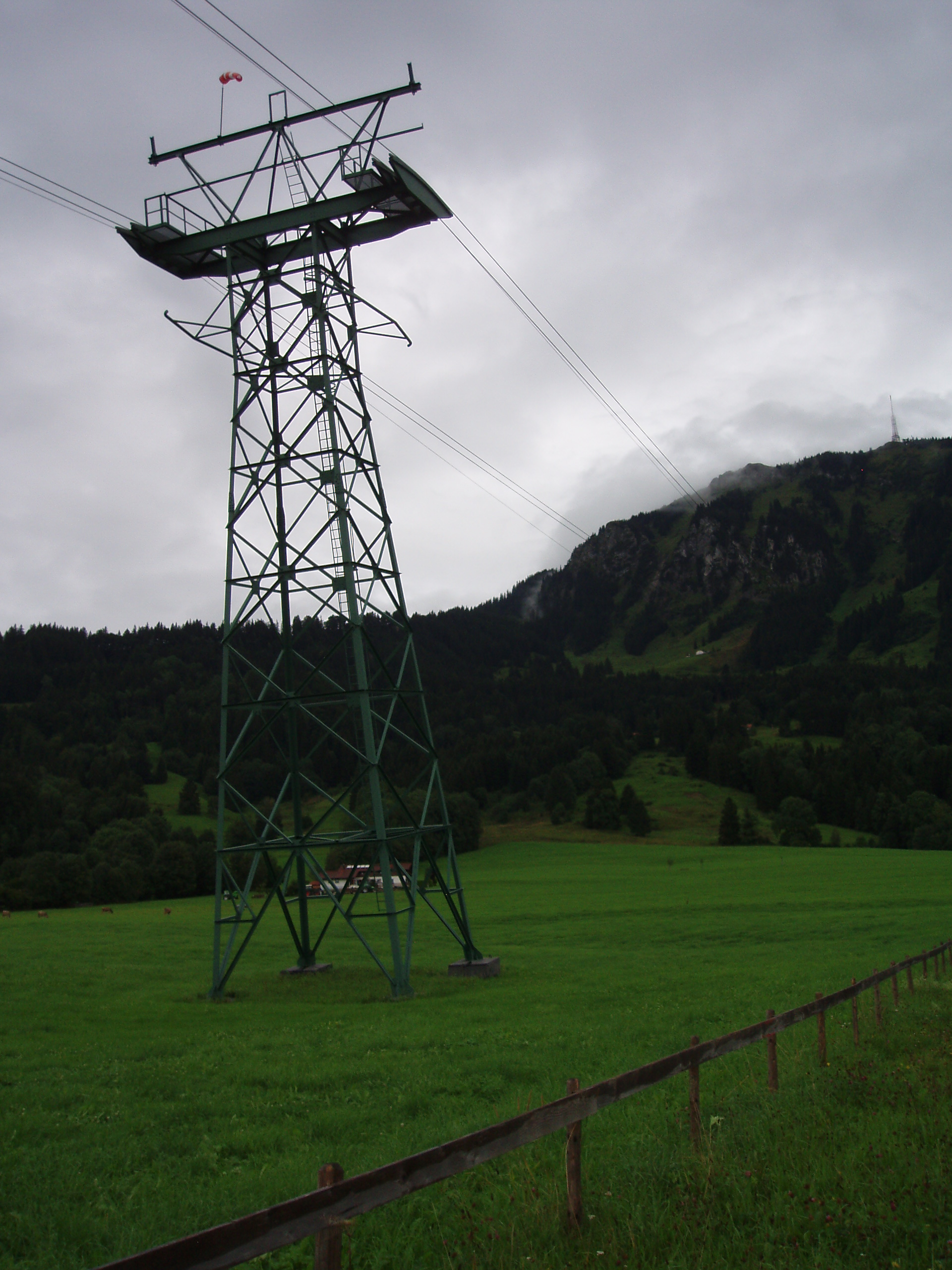
Einzige Stütze und Strecke
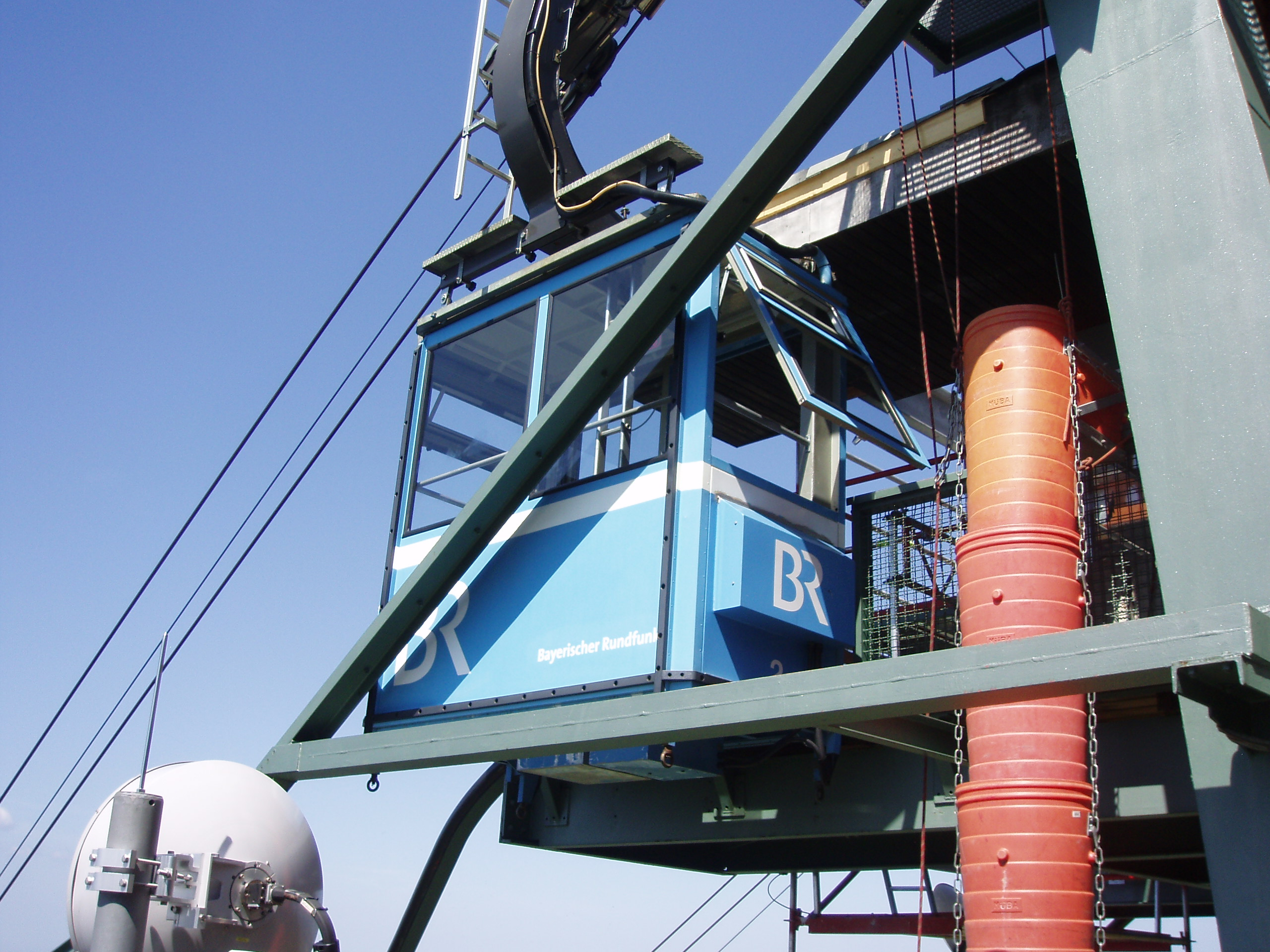
Kabine an der Bergstation
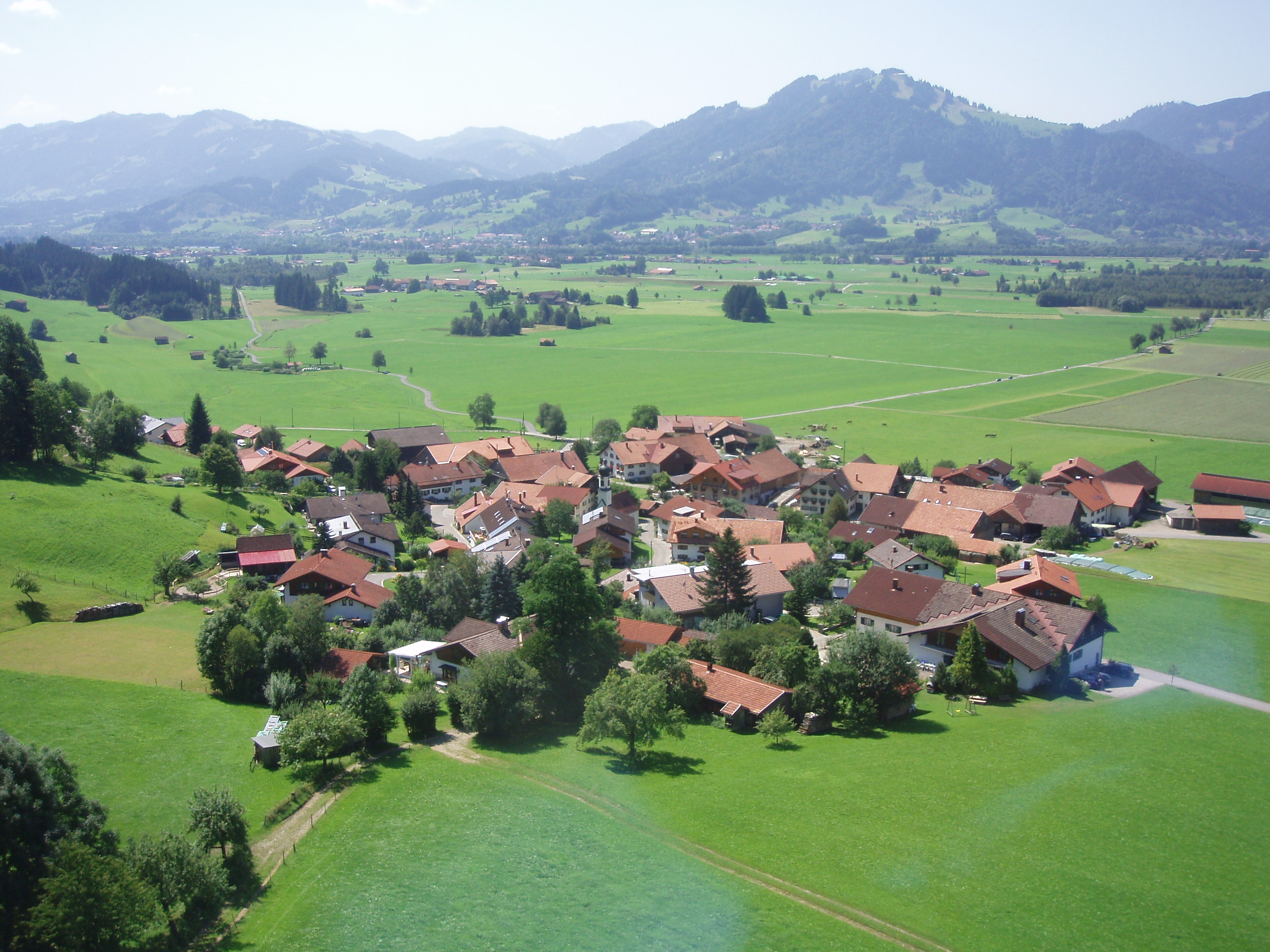
Blick aus der Kabine